# Torrubiella sphaerospora
Torrubiella sphaerospora är en svampart som beskrevs av Samson, Reenen & H.C. Evans 1989. Torrubiella sphaerospora ingår i släktet Torrubiella och familjen Cordycipitaceae.   Inga underarter finns listade i Catalogue of Life.